# Betanki
Betanki, Zgromadzenie Sióstr Rodziny Betańskiej (łac. Congregatio Sororum Familae Betanensis, CSFB) – rzymskokatolickie żeńskie zgromadzenie zakonne zatwierdzone 25 stycznia 1992 roku przez papieża Jana Pawła II.

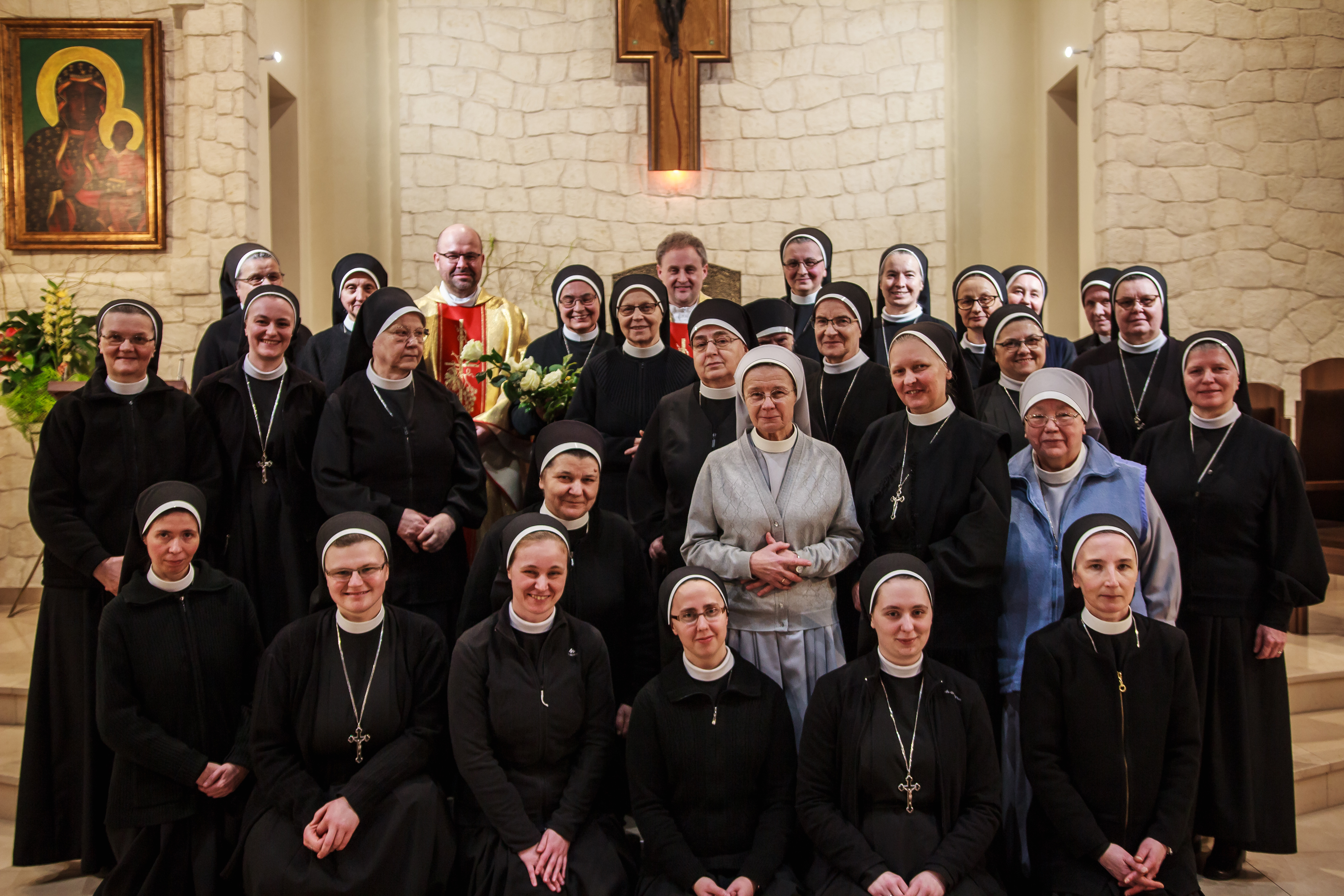
Siostry Betanki

## Historia

### Początki zgromadzenia
Zgromadzenie Sióstr Rodziny Betańskiej powstało w Polsce 17 kwietnia 1930 roku z inspiracji salwatorianina, ks. Józefa Chryzostoma Małysiaka. W początkach swojego istnienia pod nazwą Towarzystwo Służby Betańskiej było stowarzyszeniem kobiet, które pomagały w parafiach i zajmowały się działalnością misyjno-rekolekcyjną.

### Zgromadzenie na prawach diecezjalnych
Jako zgromadzenie diecezjalne wspólnotę zatwierdził 24 kwietnia 1930 roku papież Pius XI. Pierwszą przełożoną generalną zgromadzenia była siostra Irena Parasiewicz. Nową kongregację zaakceptował ówczesny prymas Polski kardynał August Hlond. Wyznaczył fundacji dom w Puszczykowie koło Poznania. W 1932 roku wydał też dekret o zmianie nazwy wspólnoty na Towarzystwo Pracy Betańskiej. W 1934 siostry przeniosły się do Kielc, gdzie od biskupa Augustyna Łosińskiego 12 października 1934 roku otrzymały zatwierdzenie kanoniczne jako zgromadzenie zakonne. W 1935 roku betanki przeniosły się do diecezji lubelskiej. Tam 25 lipca 1939 roku biskup Marian Leon Fulman zatwierdził Konstytucje Towarzystwa Pracy Betańskiej i nadał mu osobowość prawną. Po II wojnie światowej w 1948 roku biskup Stefan Wyszyński wydał dekret reformacyjny zgromadzenia i ustanowił kapłana, który miał sprawować opiekę duchową nad wspólnotą. W 1954 roku kongregacja przyjęła nazwę Zgromadzenie Sióstr Rodziny Betańskiej. 10 września 1959 roku betanki zostały afiliowane do zakonu ojców kapucynów i przyjęły regułę św. Franciszka z Asyżu. W 1966 roku siostry ze zgromadzenia zwróciły się do biskupa lubelskiego z prośbą o pozwolenie na składanie ślubów zakonnych czasowych i wieczystych, zamiast, jak dotąd, przyrzeczeń. W odpowiedzi na tę prośbę biskup Piotr Kałwa zezwolił na składanie ślubów prostych zwykłych. W 1978 i 1988 zreformowano konstytucje betanek.

### Zgromadzenie o charakterze powszechnym
25 stycznia 1992 roku papież Jan Paweł II zatwierdził zgromadzenie jako zakonne w całym Kościele katolickim. Dom generalny sióstr betanek znajduje się Kazimierzu Dolnym przy ul. Puławskiej 64.

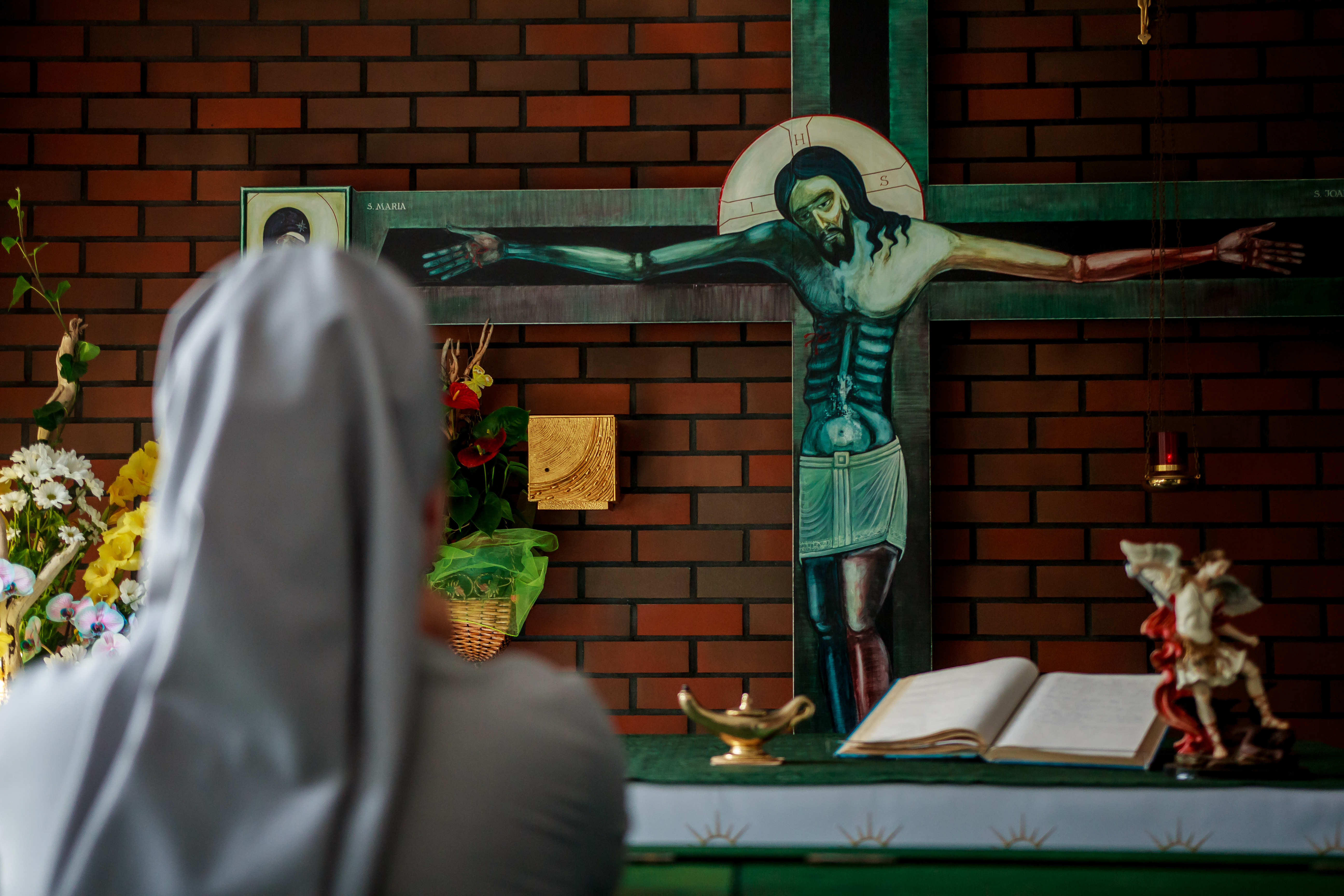
Modlitwa w intencji kapłanów

## Działalność apostolska
Wyróżnia się przede wszystkim współpracą z Kościołem lokalnym w dziedzinie duszpasterstwa i pomocą kapłanom w pracach parafialnych. Zgodnie z wolą Założyciela siostry żyją duchem Betanii, są zaangażowane w katechizację dzieci i młodzieży, a także w prace parafialne, pełniąc posługę kucharek, organistek, kancelistek i zakrystianek. Pracują również w instytucjach kościelnych, domach rekolekcyjnych i domach pielgrzyma.

### Betańska Misja Wspierania Kapłanów
Szczególną formą apostolstwa sióstr jest BMWK, która skupia osoby świeckie modlące się codziennie za powierzonych im kapłanów. Modlitwa za kapłanów ogarniająca ich życie i posługę to specyficzna forma apostolstwa na kolanach.

#### Wychowanie dzieci i młodzieży
Siostry podejmują się wychowania dzieci i młodzieży, organizują dla nich dni skupienia, rekolekcje, wakacyjne wyjazdy, prowadząc formację w grupach parafialnych, takich jak Eucharystyczny Ruch Młodych, chóry dorosłych, schole dziecięce i młodzieżowe.

## Formacja zakonna

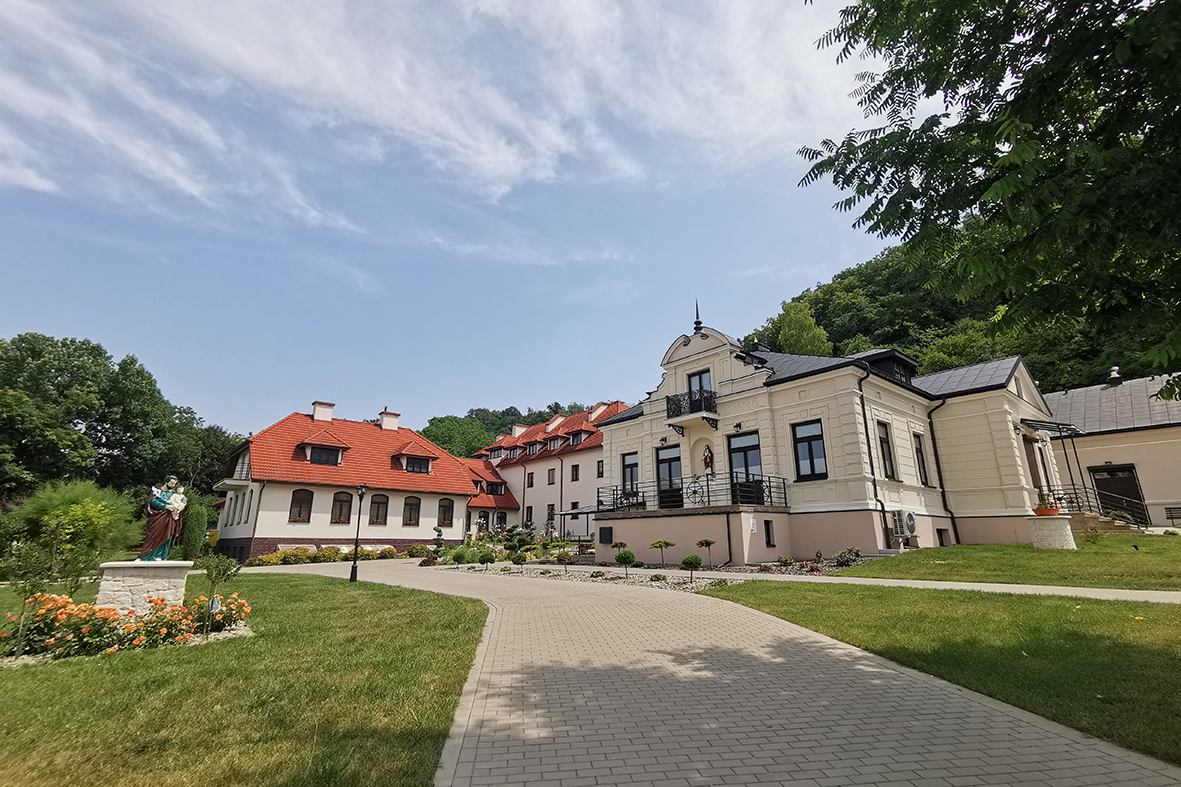
Dom Generalny i Formacyjny w Kazimierzu Dolnym

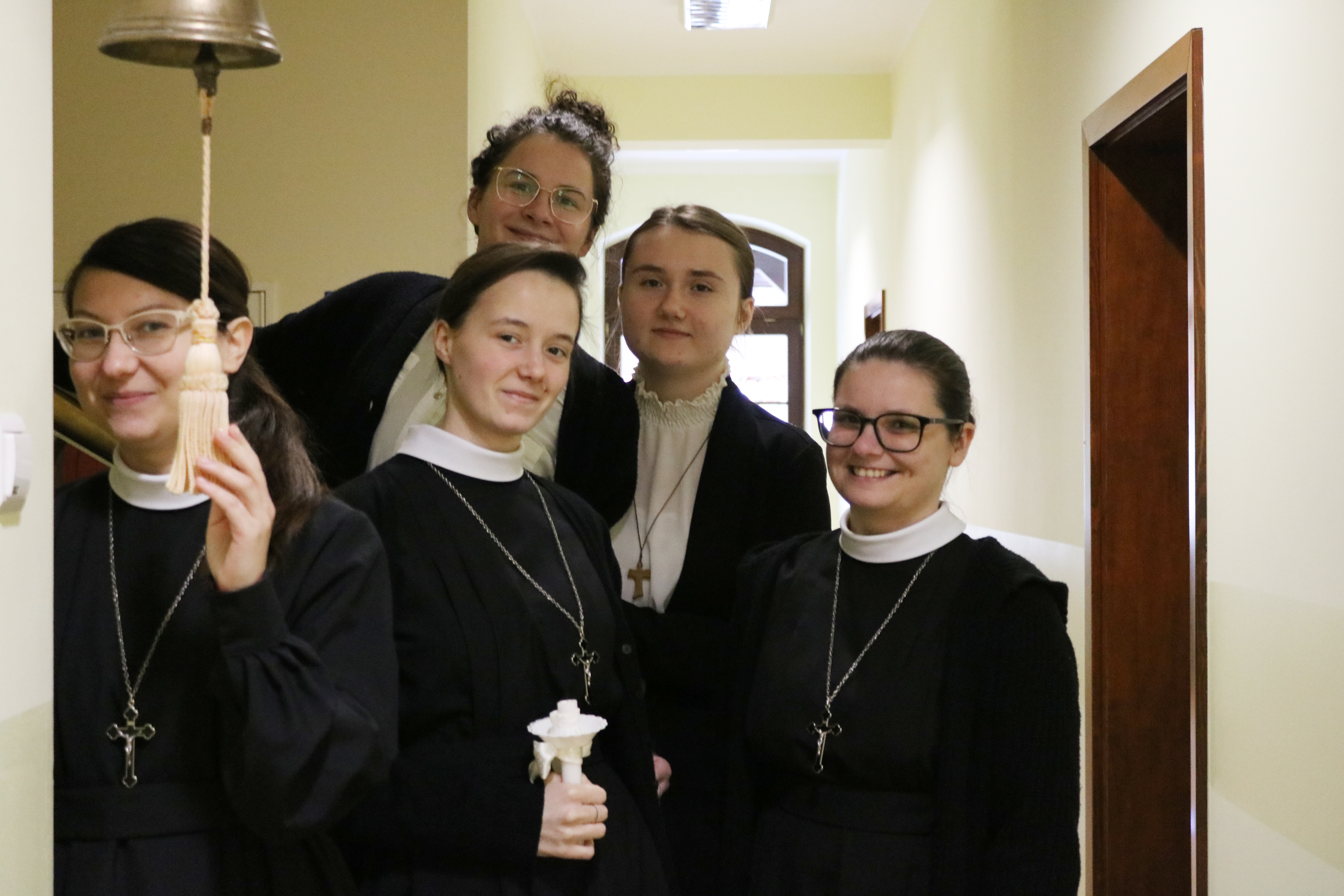
Siostry postulantki i nowicjuszki

Celem formacji jest wprowadzenie sióstr do dojrzałości  w Chrystusie  i do całkowitego oddania się  Bogu, Kościołowi i Zgromadzeniu. Formacja zakonna w Zgromadzeniu Sióstr Betanek składa się z około rocznego postulatu, dwuletniego nowicjatu oraz junioratu trwającego 6 lat. Nowicjat dzieli się na 2 jednoroczne okresy: nowicjat kanoniczny, kończący się obłóczynami i nowicjat apostolski, kończący się pierwszymi ślubami.

## Strój zakonny
Betanki noszą czarny habit z białym kołnierzykiem, przepasany czarnym paskiem, na głowie czarny welon z białą wypustką oraz krzyż na łańcuszku. W okresie letnim noszą także strój koloru szarego. Nowicjuszki będące na drugim roku noszą czarny habit, biały welon oraz medal z Niepokalaną.

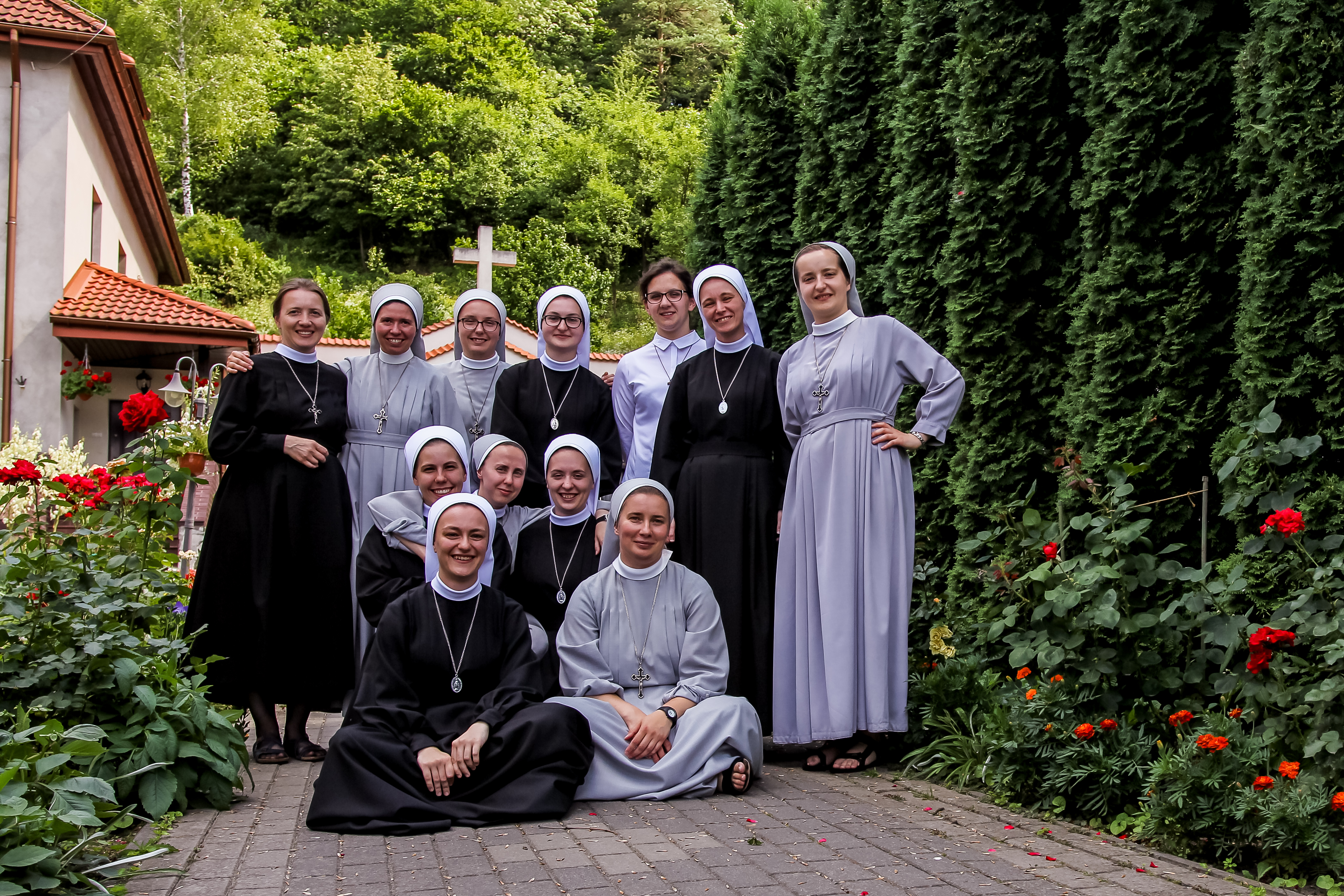
Siostry w okresie letnim noszą szare habity.